# Kościół Matki Bożej Królowej Polski w Chełście
Kościół pw. Matki Bożej Królowej Polski w Chełście – zabytkowy kościół filialny, należący do parafii św. Jana Kantego w Niegosławiu, dekanatu Drezdenko, diecezji zielonogórsko-gorzowskiej, zlokalizowany we wsi Chełst (Chełst-Zachód), w powiecie czarnkowsko-trzcianeckim, w województwie wielkopolskim.

## Historia
Wybudowany w 1765 roku dla ludności ewangelickiej. Świątynia przejęta przez kościół katolicki w 1947 roku,

## Architektura
Kościół szachulcowy, orientowany, o konstrukcji słupowo-ramowej,  Budowla salowa z kruchtą od frontu. Dach jednokalenicowy pokryty blachą. Jeden ołtarz, wyposażony w elementy z wieków od XVIII do XX. Przykościelna metalowa dzwonnica, zakończona daszkiem dwuspadowym oraz zakrystia z boku nawy, zostały dobudowane po 1976 roku.

## Otoczenie
Obok kościoła znajduje się zaniedbany cmentarz ewangelicki z drugiej połowy XVIII wieku, a także pomnik ofiar I wojny światowej (nieczytelny prawie napis w języku niemieckim).

## Galeria

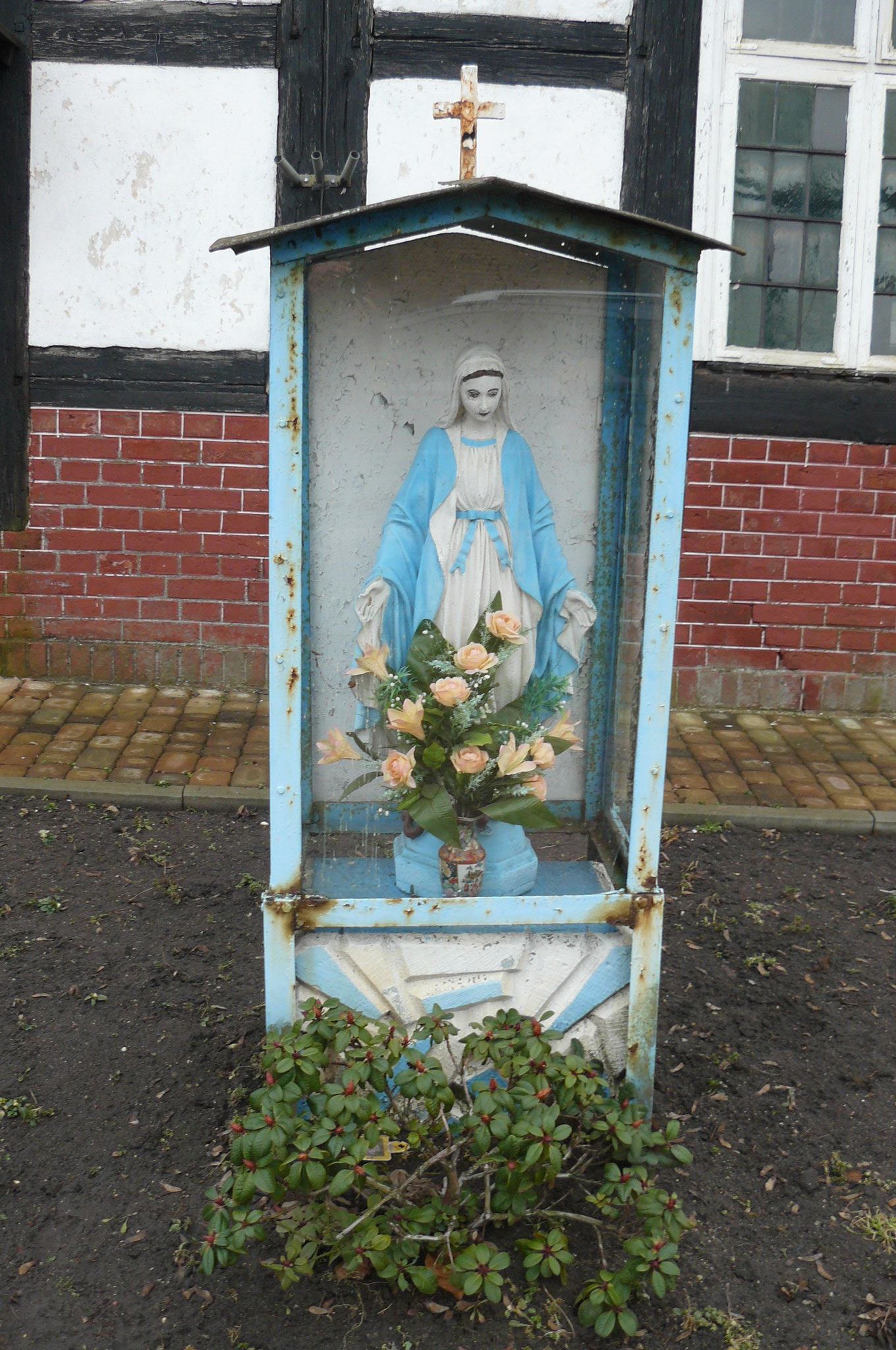
Kapliczka maryjna
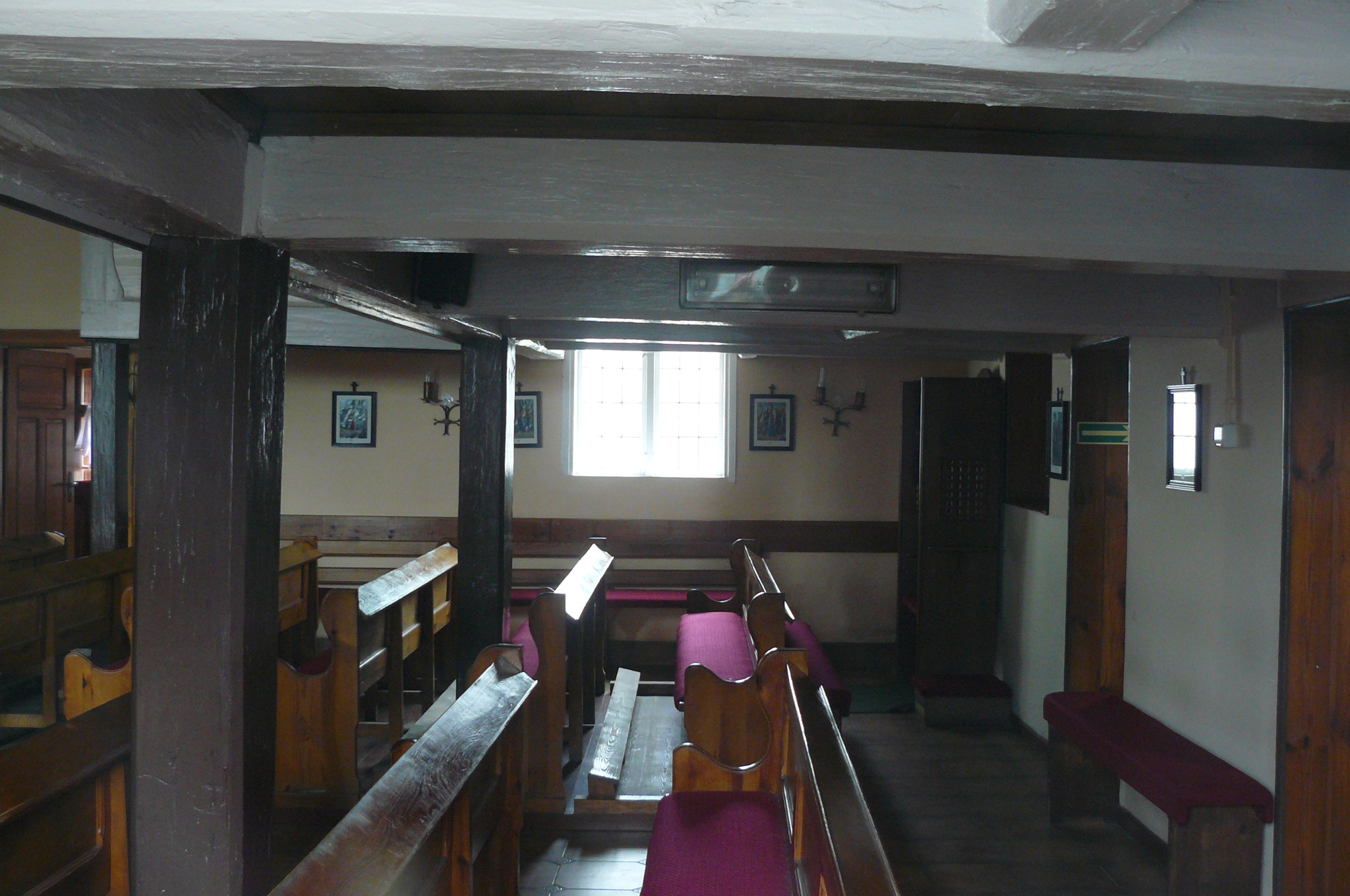
Wnętrze
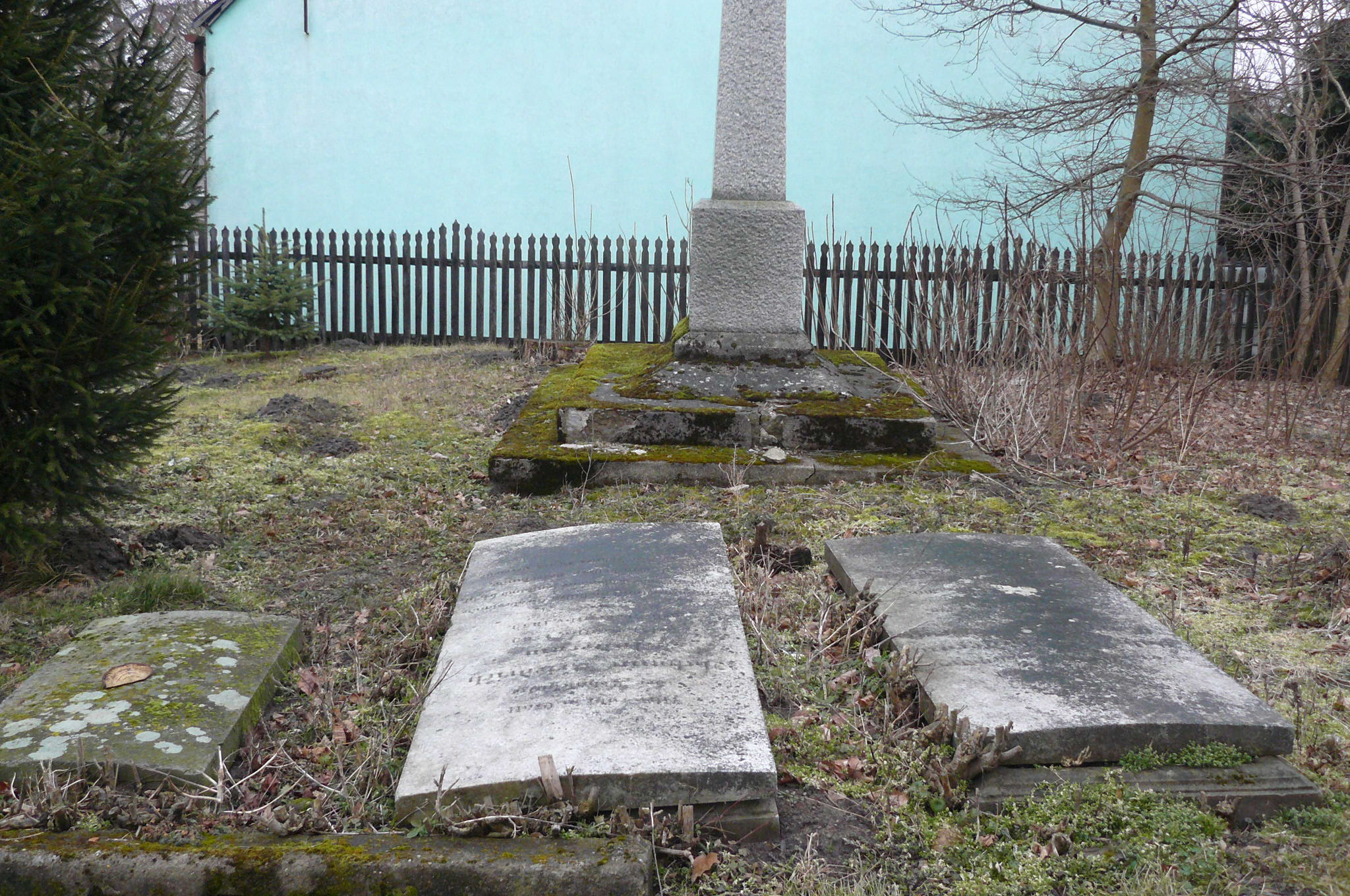
Cmentarz przykościelny i pomnik ofiar I wojny światowej